# Urocteana
Urocteana là một chi nhện trong họ Oecobiidae.